# Saint-Symphorien-de-Marmagne
Pour les articles homonymes, voir Saint-Symphorien et Marmagne.
 (mars 2023).
La mise en forme du texte ne suit pas les recommandations de Wikipédia : il faut le « wikifier ».
Les points d'amélioration suivants sont les cas les plus fréquents. Le détail des points à revoir est peut-être précisé sur la page de discussion.
- Les titres sont pré-formatés par le logiciel. Ils ne sont ni en capitales, ni en gras.
- Le texte ne doit pas être écrit en capitales (les noms de famille non plus), ni en gras, ni en italique, ni en « petit »…
- Le gras n'est utilisé que pour surligner le titre de l'article dans l'introduction, une seule fois.
- L'italique est rarement utilisé : mots en langue étrangère, titres d'œuvres, noms de bateaux, etc.
- Les citations ne sont pas en italique mais en corps de texte normal. Elles sont entourées par des guillemets français : « et ».
- Les listes à puces sont à éviter, des paragraphes rédigés étant largement préférés. Les tableaux sont à réserver à la présentation de données structurées (résultats, etc.).
- Les appels de note de bas de page (petits chiffres en exposant, introduits par l'outil «  Source ») sont à placer entre la fin de phrase et le point final[comme ça].
- Les liens internes (vers d'autres articles de Wikipédia) sont à choisir avec parcimonie. Créez des liens vers des articles approfondissant le sujet. Les termes génériques sans rapport avec le sujet sont à éviter, ainsi que les répétitions de liens vers un même terme.
- Les liens externes sont à placer uniquement dans une section « Liens externes », à la fin de l'article. Ces liens sont à choisir avec parcimonie suivant les règles définies. Si un lien sert de source à l'article, son insertion dans le texte est à faire par les notes de bas de page.
- La présentation des références doit suivre les conventions bibliographiques. Il est recommandé d'utiliser les modèles {{Ouvrage}}, {{Chapitre}}, {{Article}}, {{Lien web}} et/ou {{Bibliographie}}. Le mode d'édition visuel peut mettre en forme automatiquement les références.
- Insérer une infobox (cadre d'informations à droite) n'est pas obligatoire pour parachever la mise en page.

Pour une aide détaillée, merci de consulter Aide:Wikification.
Si vous pensez que ces points ont été résolus, vous pouvez retirer ce bandeau et améliorer la mise en forme d'un autre article.
Saint-Symphorien-de-Marmagne est une commune française située dans le département de Saône-et-Loire, en région Bourgogne-Franche-Comté.

## Géographie
La commune, extrêmement étendue et boisée, se situe au pied de la Montagne d'Uchon, la « Perle du Morvan ».

### Hydrographie
La commune est arrosée par le Mesvrin (d'une longueur de 36 km) et par la Brume, qui prend sa source à Uchon.

### Climat
Pour des articles plus généraux, voir Climat de la Bourgogne-Franche-Comté et Climat de Saône-et-Loire.
En 2010, le climat de la commune est de type climat des marges montargnardes, selon une étude du Centre national de la recherche scientifique s'appuyant sur une série de données couvrant la période 1971-2000. En 2020, Météo-France publie une typologie des climats de la France métropolitaine dans laquelle la commune est exposée à un climat océanique altéré et est dans la région climatique Lorraine, plateau de Langres, Morvan, caractérisée par un hiver rude (1,5 °C), des vents modérés et des brouillards fréquents en automne et hiver.
Pour la période 1971-2000, la température annuelle moyenne est de 10,6 °C, avec une amplitude thermique annuelle de 16,5 °C. Le cumul annuel moyen de précipitations est de 882 mm, avec 12,7 jours de précipitations en janvier et 7,4 jours en juillet. Pour la période 1991-2020, la température moyenne annuelle observée sur la station météorologique installée sur la commune est de 11,1 °C et le cumul annuel moyen de précipitations est de 974,4 mm. 
La température maximale relevée sur cette station est de 42 °C, atteinte le 18 juillet 1964 ; la température minimale est de −22 °C, atteinte le 16 janvier 1985,,.
| Mois                                  | jan.           | fév.           | mars           | avril         | mai             | juin           | jui.          | août          | sep.          | oct.            | nov.             | déc.          | année    |
| ------------------------------------- | -------------- | -------------- | -------------- | ------------- | --------------- | -------------- | ------------- | ------------- | ------------- | --------------- | ---------------- | ------------- | -------- |
| Température minimale moyenne (°C)     | 0              | 0              | 2,2            | 4,6           | 8,4             | 11,6           | 13,2          | 12,9          | 9,7           | 7               | 2,9              | 0,7           | 6,1      |
| Température moyenne (°C)              | 3,1            | 4              | 7,3            | 10,3          | 14,1            | 17,8           | 19,8          | 19,4          | 15,6          | 11,7            | 6,5              | 3,8           | 11,1     |
| Température maximale moyenne (°C)     | 6,3            | 8              | 12,5           | 16            | 19,8            | 23,9           | 26,3          | 26            | 21,6          | 16,3            | 10,2             | 6,9           | 16,1     |
| Record de froid (°C) date du record   | −22 16.01.1985 | −22 14.02.1956 | −12,5 01.03.05 | −6 08.04.1956 | −3,5 07.05.1957 | 1,5 02.06.1975 | 2 08.07.1954  | 3 29.08.1963  | −2 30.09.1954 | −6,5 29.10.1950 | −11,5 20.11.1952 | −17 20.12.09  | −22 1985 |
| Record de chaleur (°C) date du record | 17 13.01.1993  | 21 24.02.1990  | 25 25.03.1955  | 29 29.04.1955 | 32 15.05.1992   | 38 28.06.1947  | 42 18.07.1964 | 40 02.08.1947 | 37 03.09.1962 | 29,1 09.10.23   | 22,6 02.11.20    | 18 15.12.1989 | 42 1964  |
| Précipitations (mm)                   | 91,1           | 74,3           | 72,2           | 73,5          | 90,1            | 69,7           | 69,1          | 67,6          | 70,6          | 87,3            | 106,4            | 102,5         | 974,4    |

| Diagramme climatique                                  |        |             |           |             |              |              |            |             |           |              |             |
| J                                                     | F      | M           | A         | M           | J            | J            | A          | S           | O         | N            | D           |
| 6,3091,1                                              | 8074,3 | 12,52,272,2 | 164,673,5 | 19,88,490,1 | 23,911,669,7 | 26,313,269,1 | 2612,967,6 | 21,69,770,6 | 16,3787,3 | 10,22,9106,4 | 6,90,7102,5 |
| Moyennes : • Temp. maxi et mini °C • Précipitation mm |        |             |           |             |              |              |            |             |           |              |             |

Les paramètres climatiques de la commune ont été estimés pour le milieu du siècle (2041-2070) selon différents scénarios d'émission de gaz à effet de serre à partir des nouvelles projections climatiques de référence DRIAS-2020. Ils sont consultables sur un site dédié publié par Météo-France en novembre 2022.

## Urbanisme

### Typologie
Au 1er janvier 2024, Saint-Symphorien-de-Marmagne est catégorisée commune rurale à habitat dispersé, selon la nouvelle grille communale de densité à sept niveaux définie par l'Insee en 2022.
Elle est située hors unité urbaine. Par ailleurs la commune fait partie de l'aire d'attraction du Creusot, dont elle est une commune de la couronne,. Cette aire, qui regroupe 22 communes, est catégorisée dans les aires de moins de 50 000 habitants,.

### Occupation des sols
L'occupation des sols de la commune, telle qu'elle ressort de la base de données européenne d’occupation biophysique des sols Corine Land Cover (CLC), est marquée par l'importance des territoires agricoles (62 % en 2018), une proportion sensiblement équivalente à celle de 1990 (61,6 %). La répartition détaillée en 2018 est la suivante : prairies (59,6 %), forêts (35,9 %), zones agricoles hétérogènes (2,4 %), zones urbanisées (1,4 %), mines, décharges et chantiers (0,7 %). L'évolution de l’occupation des sols de la commune et de ses infrastructures peut être observée sur les différentes représentations cartographiques du territoire : la carte de Cassini (XVIIIe siècle), la carte d'état-major (1820-1866) et les cartes ou photos aériennes de l'IGN pour la période actuelle (1950 à aujourd'hui).

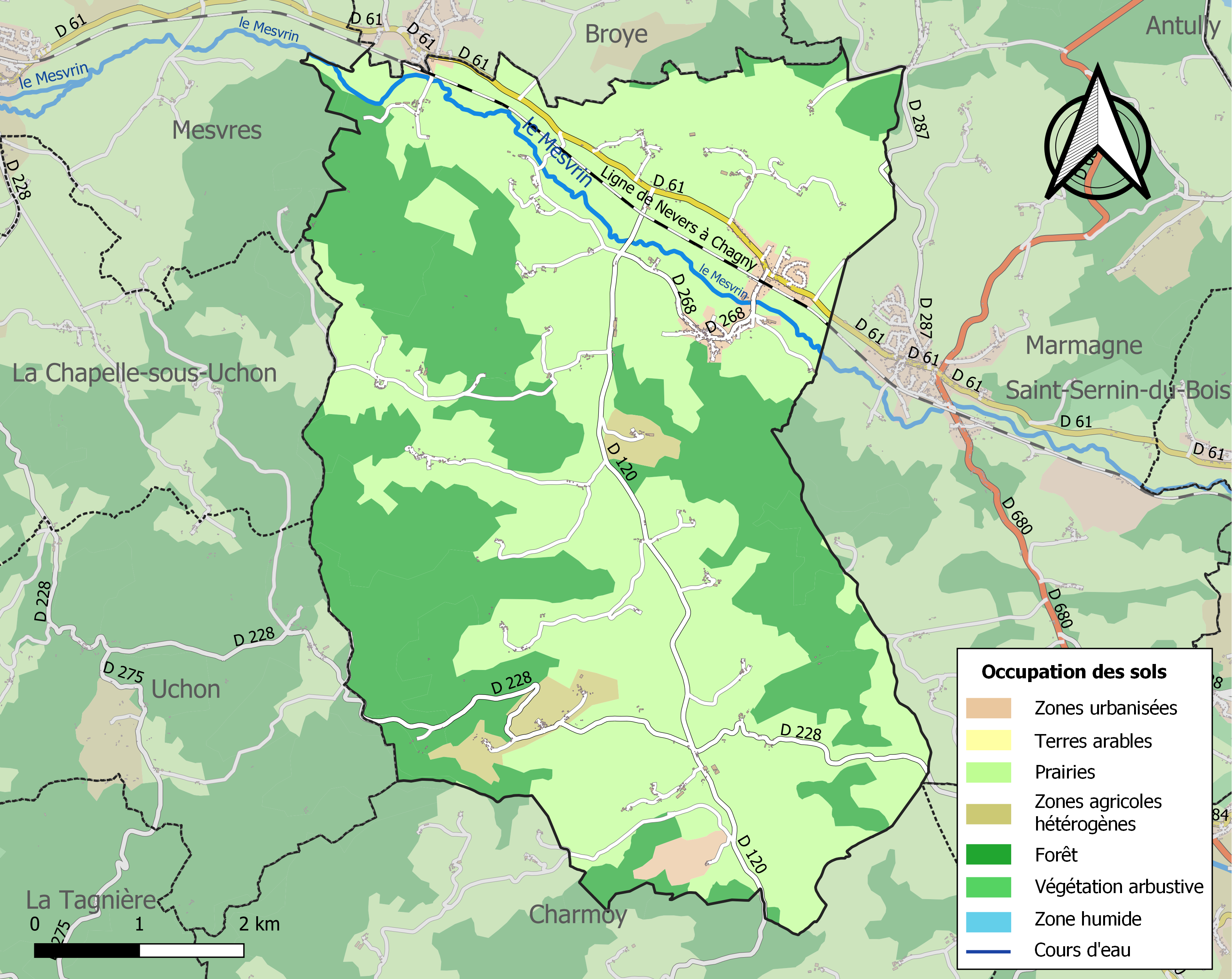
Carte des infrastructures et de l'occupation des sols de la commune en 2018 (CLC).

## Toponymie
La commune tire son nom de saint Symphorien (comme 26 autres communes de France). Chrétien issu d’une famille noble qui habitait la ville d’Autun, il défia un cortège promenant une statue de Cybèle, et fut condamné à mort et décapité sous Marc-Aurèle, autour de l’an 180 (il fut le premier martyr du diocèse).

## Histoire

### Époque romaine
Au lieu-dit Moulin de Cruzille a été découvert par le propriétaire des lieux, meunier de son état, dans les années 1960 à 70, une meule, dont on peut certifier qu'il s'agit d'une meule gallo-romaine. La configuration des lieux, le fait qu'il y ait une rivière comme source d'énergie ne permet pas de douter de cette découverte.

### XIXesiècle-XXesiècle
L'histoire de Saint-Symphorien-de-Marmagne a été largement publiée, notamment dans les bulletins de l'Association des Amis du site de Montcenis et de son canton, association au crédit de laquelle il faut porter la belle restauration de la chapelle de Maison Dru.
L'exploration des archives cadastrales de Saint-Symphorien, spécialement celle de l'état des sections de 1835, nous a permis de préciser quelques connaissances devenues assez floues au fil des temps, et aussi de faire de véritables découvertes.
C'est ainsi qu'apparaissent, en bordure du ruisseau de Grisy, à hauteur d'Hauterive, une « Pature de la Maladière », E n°115 ; voisine d'une parcelle dite « le Couvent », E n°838 (ces toponymes ne sont pas portés sur le plan cadastral). Il y avait donc là une maladière, établissement hospitalier médiéval, tenu, comme cela était d'usage, par une communauté monastique. Les deux ont disparu sans laisser de souvenirs. On peut supposer que les vertus curatives de la « bourbière chaude de la Crôte », déjà connues des habitants préhistoriques puis gallo-romains, avant d'être redécouvertes durant la guerre de 1914-1918, au profit des blessés soignés au Creusot, n’ont pas été étrangères à l’implantation de cette maladière située à moins de 1 500 m en aval des captages.
Une autre chapelle était encore connue à Saint-Symphorien au XVIIIe siècle, la « chapelle de Lorette ».
Elle figure pourtant sur la carte de Cassini, dressée à partir du XVIIIe siècle, mais son imprécision permet seulement de dire qu'elle se situait dans la vallée du Mesvrin, au nord du bourg. L'état de section de 1835 n'indique par le nom de « Lorette » mais signale « un champ de la Chapelle », au carrefour de la D 61 avec le chemin montant à Martigny, et un peu plus loin, à l’ouest de ce carrefour, une « Ouche du Paradis », parcelle A n°284-285 et 387. Sans avoir la certitude absolue qu'il s'agisse bien de la chapelle de Lorette et de son cimetière, l'existence d'une chapelle se justifie sur la rive droite du Mesvrin, pour la desserte des deux importants hameaux de Martigny et d’Entrevaux, ainsi que de leurs nombreux écarts. Notons aussi que la tradition qui nous a été rapportée par des habitants d’Entrevaux fait état de la présence d'une ancienne chapelle dans ce hameau.
Commencée vers 1800, une mine d'uranium a été exploitée en galerie sur le hameau des Riaux, dominant légèrement la rivière la Brume.Par la suite, et jusqu'à la Seconde Guerre mondiale, l'exploitation minière vise principalement le radium.
Ces recherches sont en lien avec la découverte également d'un autre minerai, présent également sur la commune et une commune limitrophe Marmagne. L'autunite a été découverte (mais non décrite) par Joseph-François de Champeaux en 1799.
Décrite par Henry-James Brooke et William Hallowes Miller en 1852, elle tire son nom de la localité  Autun en Saône-et-Loire (France). Jöns Jacob Berzelius l'avait en fait déjà décrite en 1819, partiellement, sous le nom de sel à base de chaux, où l'oxide d'urane joue le rôle d'acide.
En France, la première exploitation est réalisée par Hippolyte Marlot à Saint-Symphorien-de-Marmagne pour extraire le radium. Ces recherches font suite aux travaux de Pierre et Marie Curie sur la radioactivité. Cet élément est utilisé comme composant de peintures phosphorescentes pour des cadrans de montres ou autres instruments, ainsi que pour des applications médicales (certaines applications sont à présent considérées comme dangereuses pour la santé). L'uranium est alors un produit dérivé de ces applications, principalement utilisé comme pigment jaune. L'exploitation arrêtée un temps reprendra après la Seconde Guerre mondiale et stoppera définitivement en 1949. Les mineurs de l'époque dont certains étaient étrangers à la commune furent surnommés « les Bikinis » en rapport avec les explosions atomiques qui y furent menées. L'atoll de Bikini est un atoll des îles Marshall. Il fut le théâtre d'essais d'armes atomiques menés par les États-Unis, à partir du 1er juillet 1946, date de la première explosion de l'opération Crossroads.

## Politique et administration
| Période                                  | Période   | Identité         | Étiquette | Qualité |
| ---------------------------------------- | --------- | ---------------- | --------- | ------- |
| 1987                                     | mars 2008 | Gabriel Briet    |           |         |
| mars 2008                                | mars 2014 | Georges Chapelle |           |         |
| mars 2014                                | en cours  | Jean Pisseloup   |           |         |
| Les données manquantes sont à compléter. |           |                  |           |         |

## Démographie
L'évolution du nombre d'habitants est connue à travers les recensements de la population effectués dans la commune depuis 1793. Pour les communes de moins de 10 000 habitants, une enquête de recensement portant sur toute la population est réalisée tous les cinq ans, les populations de référence des années intermédiaires étant quant à elles estimées par interpolation ou extrapolation. Pour la commune, le premier recensement exhaustif entrant dans le cadre du nouveau dispositif a été réalisé en 2004.

En 2022, la commune comptait 832 habitants, en évolution de −2,23 % par rapport à 2016 (Saône-et-Loire : −1,06 %, France hors Mayotte : +2,11 %).
| 1793  | 1800  | 1806  | 1821  | 1831  | 1836  | 1841  | 1846  | 1851  |
| ----- | ----- | ----- | ----- | ----- | ----- | ----- | ----- | ----- |
| 1 257 | 1 206 | 1 409 | 1 413 | 1 507 | 1 378 | 1 402 | 1 388 | 1 325 |

| 1856  | 1861  | 1866  | 1872  | 1876  | 1881  | 1886  | 1891  | 1896  |
| ----- | ----- | ----- | ----- | ----- | ----- | ----- | ----- | ----- |
| 1 219 | 1 131 | 1 102 | 1 254 | 1 288 | 1 339 | 1 326 | 1 282 | 1 260 |

| 1901  | 1906  | 1911  | 1921  | 1926  | 1931  | 1936  | 1946  | 1954 |
| ----- | ----- | ----- | ----- | ----- | ----- | ----- | ----- | ---- |
| 1 223 | 1 233 | 1 296 | 1 229 | 1 125 | 1 029 | 1 020 | 1 008 | 959  |

| 1962 | 1968 | 1975 | 1982 | 1990 | 1999 | 2004 | 2006 | 2009 |
| ---- | ---- | ---- | ---- | ---- | ---- | ---- | ---- | ---- |
| 872  | 777  | 732  | 875  | 774  | 808  | 871  | 877  | 852  |

| 2014 | 2019 | 2022 | - | - | - | - | - | - |
| ---- | ---- | ---- | - | - | - | - | - | - |
| 841  | 836  | 832  | - | - | - | - | - | - |

## Culture locale et patrimoine

### Lieux et monuments

#### Bâtiments civils
- Château de Marnay, seigneurie et forteresse bâtie ou rebâtie par le chancelier Nicolas Rolin. Les Écorcheurs en prirent possession. Aujourd'hui exploitation agricole.
- Château de la Crôte, vestiges.
- Château de Martigny, maison bourgeoise du XIXe siècle.
- Pont du Mesvrin (XVIIIe siècle).
- Moulin de Creuzille.
- Moulin de Lavaux.

#### Bâtiments religieux
- L’église, placée sous le vocable de Saint Symphorien, est un édifice de style néo-gothique, édifié entre 1878 et 1881 par l’architecte autunois Roidot-Houdaille. Elle se compose d’une nef à trois travées, flanquée de bas-côtés, d’un transept double et d’un chœur, flanqué de chapelles latérales, prolongé par une abside à cinq pans.
- La chapelle de Maison Dru, édifice à l'état de ruine, restauré de 1983 à 1985 par l'Association des Amis du site de Montcenis et de son canton[19] avec l'aide de l'association Rempart.

### Personnalités liées à la commune
- Jean-Louis Beaucarnot, généalogiste contemporain.
- Philippe Beau, auteur et peintre contemporain.

## Pour approfondir